# Stadler Variobahn
Stadler Variobahn (ранее выпускавшийся как ABB Variotram, Adtranz Variotram и Bombardier Variotram) — это разработанная в Германии модель сочлененного низкопольного трамвая и легкорельсового транспорта . С момента своего появления на рынке в 1993 году Variobahn производился различными компаниями — ABB, Adtranz, Bombardier Transportation, а с 2001 года — Stadler Rail . По состоянию на 2009 год было заказано 254 трамвая с опционом на 110 штук. Стоимость единицы составляет около 2,5 миллионов евро.
Операторами являются Graz Holding, Bergen Light Rail, Chemnitz Tramway, Verkehrsverbund Rhein-Ruhr, трамвай региона Рейн-Неккар и Tramlink .

## История

### Прототипы и ранние поставки
Variotram был впервые разработан ABB в Henschel, а прототип был запущен в 1993 году для Хемницкого трамвая в Германии, оперируемого Chemnitzer Verkehrs-Aktiengesellschaft (CVAG). Серийная поставка с небольшими модификациями была произведена между 1998 и 2001 годами, в результате чего общее количество составов для Хемница достигло тридцати. Из них двадцать четыре эксплуатировались CVAG и шесть — City-Bahn Chemnitz . В 1995 году подразделение, занимавшееся производством поездов компании ABB было объединено с Adtranz. Один прототип в следующем году был продан Дуйсбургскому штадтбану, но серийные поставки в Дуйсбург так и не начались. Прототип сейчас находится в частной собственности и хранится в Норвегии.
В 1996 году было поставлено шесть трамваев для работы на линии скоростного трамвая между Мангеймом, Гейдельбергом и Вайнхаймом, Германия, которую эксплуатирует компания Oberrheinischen Eisenbahn-Gesellschaft . С 2001 по 2007 год заказано дополнительно 20 трамваев. В 2002 году к ним добавились восемь трамваев Гейдельбергского трамвая, а в 2001—2007 годах — 16 трамваев Мангеймского трамвая. В 1996 году система легкорельсового транспорта Сиднея в Австралии приняла семь трамваев, построенных в Данденонге. Все они были отозваны к середине 2015 года, а оставшиеся 6 выставлены на продажу. Сиднейские трамваи не продавались, пять были списаны в начале 2018 года, а последний построенный номер 2107 был передан Сиднейскому трамвайному музею в октябре 2018 года для консервации.

### Хельсинки
В период с 1998 по 2003 год в Городское транспортное предприятие Хельсинки (HKL) было куплено 40 Variotram-ов для использования в Хельсинкском трамвае. Эти трамваи были построены компанией Transtech (которая позже произвела более новые модели Artic) в Отанмяки в соответствии с соглашением о трансфере технологий с Adtranz. За это время компания была приобретена Bombardier, который унаследовал дизайн в 2000 году, в результате чего трамваи Хельсинки стали единственными Variotram-ами, которые производились под маркой Bombardier.
Находящиеся в эксплуатации вагоны Variotram оказались непригодными для трамвайной сети Хельсинки из-за многочисленных технических проблем, в том числе трещин в тележках и каркасах кузовов транспортных средств. До 2009 года в рабочем состоянии зачастую находилось менее половины трамваев. HKL сочла возвращение трамваев Bombardier неудовлетворительным, но после долгой серии переговоров в мае 2007 года был достигнут компромисс, когда ответственность за содержание трамваев была передана Bombardier. В контракте, согласованном в мае 2007 года, говорится, что, начиная с мая 2008 года, если более четырех Variotram-ов в Хельсинки не будут в рабочем состоянии, Bombardier должен будет платить HKL ежедневный штраф за каждый неработающий трамвай. Если более восьми трамваев находятся в нерабочем состоянии, HKL имеет право расторгнуть договор и вернуть трамваи Bombardier, которая обязана вернуть 76 миллионов евро, которые HKL заплатила за трамваи. Чтобы выполнить требования соглашения, Bombardier в середине 2008 года открыла собственную мастерскую по техническому обслуживанию в Хельсинки, расположенную на территории бывшего электродепо VR Group в Пасилан-Конепая.
В августе 2017 года после долгих переговоров между HKL и Bombardier был подписан контракт об отмене покупки Variotrams. Bombardier выплатит HKL 33 миллиона евро в качестве компенсации за более короткий, чем первоначально оговоренный в контракте, срок службы трамваев. HKL начнёт возвращать трамваи в Bombardier с 2018 года.

### Stadler
Чтобы сконцентрироваться на собственном семействе транспортных средств Flexity, Bombardier достигла соглашения с Европейской комиссией, согласно которому Bombardier продаст подразделение Variotram швейцарской Stadler Rail.
Впоследствии Stadler переименовал трамвай в Variobahn и с тех пор заключил несколько контрактов на поставку:
- 8 трамваев для трамвая Людвигсхафен
- 30 трамваев для трамвая Бохум — Гельзенкирхен
- 8 трамваев для Нюрнбергского трамвая
- 14 трамваев для Мюнхенского трамвая[12]
- 12 трамваев для легкорельсовой системы Бергена
- 45 трамваев для Грацского трамвая
- 19 трамваев для Потсдамского трамвая[2]
- 12 трамваев на Tramlink в Лондоне[13][14]

По состоянию на 2009 год было заказано в общей сложности 254 трамвая Variobahn с опционом на ещё 110 единиц[обновить данные]. Стоимость единицы составляет около 2,5 миллионов евро. Stadler строит трамваи на своем заводе в Панкове в северном пригороде Берлина и на заводе Stadler в Фельтене к северу от Берлина.

#### Проблемы в Мюнхене
В декабре 2014 года компания MVG вывела из эксплуатации семь своих трамваев Variobahn из-за трещин в кузовах. К январю 2015 года все Variobahn пришлось отозвать и отправить в ремонт.

#### Трамваи Variobahn для Croydon Tramlink
Шесть составов для Tramlink были заказаны компанией Transport for London в августе 2011 года по цене 16,3 миллиона фунтов стерлингов с возможностью приобретения еще восьми единиц.